# 剪切帶 (材料工程)

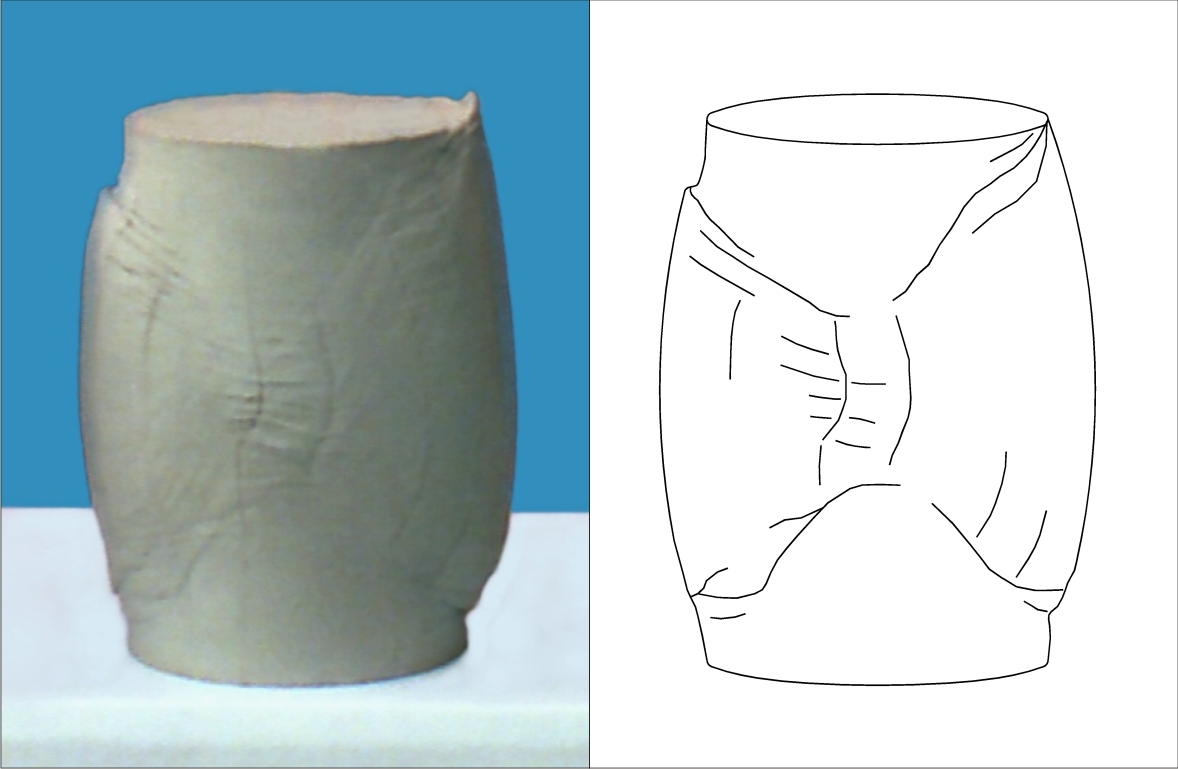
剪切帶的例子：此黏土樣品原本為圓柱形，在压缩測試中從上下兩端施力。樣品的變形在受力初期為對稱性的、保持圓柱形的由平面方向變寬，然而在極端負載下開始不對稱的變形，形成畫面所示的兩個X形剪切帶。

剪切帶（shear band）是材料中一個狹窄的強剪切應變區，通常在延性材料嚴重變形時出現，具有可塑性。剪切帶會比材料的其他部位先失去韌性，剪切帶中發生的極端變形可能導致材料嚴重的損壞和斷裂，因此研究剪切帶如何形成是一個對材料應用非常重要的課題，20世紀中葉以來變形局部化（localization of deformation）一直被密集研究。

## 有剪切带的材料
剪切带或更普遍的“局部变形”通常会在廣義的延展性材料（合金、金属、颗粒材料、塑料、聚合物和土壤）甚至在准脆性材料（混凝土、冰、岩石和一些陶瓷）中发生，脆性材料（例如室温下的玻璃）中則无法观察到剪切帶。

## 数学建模
剪切帶是影響材料不穩定性的因素，使固體樣品突然喪失變形均勻性（homogeneity of deformation），即使其受力的傳力路径（loading path）與持續均勻變形兼容。从这个意义上说，它可以被解释为一种“替代”微不足道的變形机制，因此是分叉或失去“完美”均衡路徑的唯一性。这种分叉的显着特征是它甚至可能发生在无限体中（或在与刚性约束平滑接触的极端约束下）。
考虑一个由非线性材料组成的无限体，它以一种应力和应变可能保持均匀的方式准静态变形。为简单起见，假设这种非线性材料的增量反应为线性，因此它可以表示为应力增量之间的关系{\displaystyle {\dot {\sigma }}}和应变增量{\displaystyle {\dot {\varepsilon }}} ，通过一个四阶本构张量{\displaystyle \mathbb {C} }表示為
{\displaystyle {\dot {\sigma }}=\mathbb {C} {\dot {\varepsilon }},\qquad {(1)}}
其中四阶本构张量{\displaystyle \mathbb {C} }取决于当前状态，即当前应力、当前应变以及可能的其他本构（該物質特性）参数（例如金属的硬化变量或颗粒材料的密度）。

寻找出现不连续面的条件（单位法向量{\displaystyle {\textbf {n}}} ) 的增量应力和应变。这些条件与发生变形局部化的条件相同。特别是，增量平衡要求增量牵引力（不是应力！）保持连续
{\displaystyle {\dot {\sigma }}^{+}{\textbf {n}}={\dot {\sigma }}^{-}{\textbf {n}},\qquad {(2)}}
（其中 + 和 - 表示表面的两侧）和几何兼容性对增量应变的形式施加了应变兼容性限制：
{\displaystyle {\dot {\varepsilon }}^{+}-{\dot {\varepsilon }}^{-}={\frac {1}{2}}\left({\textbf {g}}\otimes {\textbf {n}}+{\textbf {n}}\otimes {\textbf {g}}\right),\qquad {(3)}}
符号{\displaystyle \otimes }表示张量积和{\displaystyle {\textbf {g}}}是定义变形不连续模式的向量（正交于{\displaystyle {\textbf {n}}}对于不可压缩材料）。将增量本构定律(1)和应变相容性(3)代入增量牵引(2)的连续性，得出应变定位的必要条件：
{\displaystyle \mathbb {C} \left({\textbf {g}}\otimes {\textbf {n}}\right){\textbf {n}}=0.\qquad {(4)}}
由于二阶张量{\displaystyle \mathbb {A} ({\textbf {n}})}定義每个向量{\displaystyle {\textbf {g}}}为
{\displaystyle \mathbb {A} ({\textbf {n}}){\textbf {g}}=\mathbb {C} \left({\textbf {g}}\otimes {\textbf {n}}\right){\textbf {n}}}
這是所谓的“声学张量”（acoustic tensor），定义了加速度波的传播条件，我们可以得出结论，应变局域化条件与加速度波的奇异性（零速传播）条件一致。该条件代表了控制速率平衡的微分方程的所谓“椭圆度（扁率）损失”。

## 剪切带和晶体结构
大多數多晶體金屬或合金會因為差排、孪晶或剪切帶引起剪切變形，導致它們的塑性在晶粒尺度上各方向不同，因此造成多數晶粒具有類似的結晶方位，此現象被稱為結晶織構，大部分面心立方金屬和合金的冷軋織構介於黄铜型织构和铜型织构兩種類型之間。堆垛層錯（Stacking-fault energy，原子堆疊次序發生差錯）是此機制的影響因素之一，高堆垛層錯的面心立方金屬中，主要是差排的滑移促使織構形成；低堆垛層錯、有機械孿晶（晶格受力滑移導致的雙晶）和剪切帶的金屬與合金中，織構則與做為主要載體的差排滑移一起產/發生。
在任何一种情况下，非晶体剪切带（non-crystallographic shear banding）对于演化出的特定类型的变形纹理都起着至关重要的作用。  

## 微擾方法與檢測
可以通过微扰方法研究剪切带的形成（包括在樣本處於變形狀態且未受干擾的情況下叠加扰动场的情況），可以通过疊加集中力、製造裂纹或藉由刚性线夹杂物（Rigid line inclusion）來扰动檢測樣本。本方法適合應用於无限、不可压缩、非线性弹性、在平面应变条件下均匀变形的材料。
已经發現，当樣本的未扰动状态接近定域条件(4)时，扰动场會以定域场的形式自排列，在引入的扰动附近呈現极值并沿着剪切带聚焦方向。在裂纹或刚性线状夹杂物的情況下，這種剪切带會从线状夹杂物的尖端顯現。 
在微扰方法中，引入了有限长度剪切带的增量模型以规定沿其表面的以下条件：
- 零增量标称剪切牵引力；
- 增量标称法向牵引力的连续性；
- 法向增量位移的连续性。

使用该模型，剪切带的以下主要特征已得到证明：
1. 类似于断裂力学，应力/变形场中的平方根奇点在剪切带尖端发展；
2. 在剪切带存在的情况下，应变场是局部的并且强烈地集中在平行于剪切带的方向上；
3. 由于与剪切带增长相关的能量释放率在局部条件(4)附近爆炸到无穷大，因此剪切带代表优先失效模式。

## 最新研究
根據相關實驗、理論，以及材料的力學數學模型（即本构模型 constitutive models），目前已經可以對剪切帶進行很好的定性預測，然而定量預測的技術通常很差。
數據模擬大有進步，使剪切帶的形成和傳播的數據在相對複雜的情況下還是可以用有限元模型（finite element models）追蹤，儘管需要巨大的計算工作。
更令人感興趣的是剪切帶的模擬，從中可以研究剪切帶在单晶或多晶材料中的晶體取向依賴性（crystallographic orientation dependence）情況如何。目前的研究結果表明，某些方向比其他方向更容易发生剪切定位。